# Unione Sportiva Foggia & Incedit 1959-1960
Questa pagina raccoglie i dati riguardanti l'Unione Sportiva Foggia & Incedit nelle competizioni ufficiali della stagione 1959-1960.

## Stagione
Il Foggia nel campionato di Serie C 1959-1960 si classifica al primo posto e viene promosso in serie B.

## Organigramma societario
Area direttiva
- Presidente: Armando Piccapane

Area tecnica
- Allenatore: Leonardo Costagliola

## Rosa
| N. |                   | Ruolo | Calciatore           |
| -- | ----------------- | ----- | -------------------- |
|    | Italia (bandiera) | P     | Renzo Biondani       |
|    | Italia (bandiera) | P     | Ermes Filippuzzi     |
|    | Italia (bandiera) | D     | Luigi Despase        |
|    | Italia (bandiera) | D     | Marco Galetti        |
|    | Italia (bandiera) | C     | Alberto Baldoni      |
|    | Italia (bandiera) | C     | Giuseppe Bortolotti  |
|    | Italia (bandiera) | C     | Carmine Buonpensiero |
|    | Italia (bandiera) | C     | Elio Grappone        |
|    | Italia (bandiera) | C     | Marcello Panattoni   |
|    | Italia (bandiera) | C     | Francesco Patino     |

| N. |                   | Ruolo | Calciatore          |
| -- | ----------------- | ----- | ------------------- |
|    | Italia (bandiera) | C     | Vincenzo Pulcinella |
|    | Italia (bandiera) | C     | Matteo Rinaldi      |
|    | Italia (bandiera) | A     | Giacomo Cosmano     |
|    | Italia (bandiera) | A     | Luigi Della Rocca   |
|    | Italia (bandiera) | A     | Piero Merlo         |
|    | Italia (bandiera) | A     | Cosimo Nocera       |
|    | Italia (bandiera) | A     | Silvio Paciello     |
|    | Italia (bandiera) | A     | Cesare Peruzzi      |
|    | Italia (bandiera) | A     | Luigi Pigniatelli   |
|    | Italia (bandiera) | A     | Antonio Stornaiuolo |